# Psilophyta
Psilophyta é uma divisão do Reino Plantae. O nome foi aplicado originalmente em 1927 para um grupo de plantas fósseis do Siluriano superior e do período Devoniano, incluindo Psilophyton e Rhynia, as quais não possuem raízes verdadeiras e folhas, mas têm um sistema vascular dentro de um caule com ramificação cilíndrica. Foi mais tarde expandida para incluir dois gêneros de plantas atuais com uma estrutura muito similar, mas estes estão hoje em dia classificados separadamente numa divisão usualmente chamada de Psilotophyta.
A maioria dos paleobotânicos agora consideram que os psilófitos não são um grupo taxonômico coerente, e os classificam separadamente de acordo com ancestrais de fetos (samambaias) e Lycopodiopsidas.

## Géneros
- Psilophyton
- Rhynia
- Outros